# 化外之地
化外之地，文明地区以外的地方，即没有开化的地方。中華思想、華夷之辨所指的化外之地中国或自認為華夏的政權教化达不到、法律管不着的地方。居住在化外之地的周邊民族是「蠻族」。在中國古代，台灣、海南、新疆等一些較偏遠中原且受中華文化影響較淺的地方也被視為化外之地。而一些具有小中華思想的東亞國家如越南、朝鮮等也指一些漢化程度較低的周邊地區為化外之地，除了距離中原地區較遠的地方如占城、真臘之外，有時一些由北方遊牧民族於中原地區建立的政權也會被視為化外之地，如在明亡後仍然奉明朝為正統的朝鮮王朝就把滿清視為蠻夷，有“虽下贱无书清国年号者”的说法。